# Marcopolo
Marcopolo S.A. – brazylijskie przedsiębiorstwo branży motoryzacyjnej zajmujące się produkcją autobusów. Siedziba przedsiębiorstwa mieści się w Caxias do Sul, w stanie Rio Grande do Sul.
Przedsiębiorstwo zostało założone w 1949 roku pod nazwą Nicola & Cia Ltda. Obecna nazwa spółki przyjęta została w 1971 roku. Od momentu powstania do 2011 roku w przedsiębiorstwie wyprodukowanych zostało około 300 000 pojazdów.
Poza marką Marcopolo, spółka Marcopolo S.A. jest właścicielem marek Ciferal, pod którą sprzedawane są niektóre modele autobusów miejskich (Viale, Torino) oraz Volare, pod którą oferowana jest osobna linia minibusów. 

## Modele
Obecnie produkowane pojazdy:
- Senior City – autobus miejski klasy midi
- Senior Midi – autobus miejski klasy maxi
- Torino – autobus miejski klasy maxi
- Viale – autobus miejski klasy maxi
- Viale Articulado – przegubowy autobus miejski
- Viale Biarticulado – dwuprzegubowy autobus miejski
- Viale BRT – przegubowy autobus miejski
- Senior Tourism – autobus dalekobieżny klasy midi
- Andare Class – autobus dalekobieżny klasy maxi
- Ideale 770 – autobus dalekobieżny klasy maxi
- Viaggio 900 – autobus turystyczny klasy maxi
- Viaggio 1050 – autobus turystyczny klasy maxi
- Paradiso 1050 – autobus turystyczny klasy maxi
- Paradiso 1200 – autobus turystyczny klasy mega
- Paradiso 1600LD – autobus turystyczny klasy mega
- Paradiso 1800DD – piętrowy autobus turystyczny klasy mega